# 林雯洛
林雯洛（英語：Alfredo "Fred" Siojo Lim，1929年12月21日—2020年8月8日），菲律賓政治家。1992年至1998年首次出選馬尼拉市市長，1998年曾競逐菲律賓總統一職而落敗；2004年至2007年期間擔任國會參議員；2007年再次出戰馬尼拉市長選舉而當選，2010年再度連任，2013年連任失敗，2020年因2019冠狀病毒病病逝。

## 早年
1943年在當地P. Gomez小學畢業，1951年在東方大學取得工商管理學士、1963年再取得法律學士資格。1981年在菲律賓國防學院取得國家安全管理榮譽碩士。
1950年初在當地投考警察，1980年後期，曾負責保護時任總統阿基諾夫人，在1987年菲律賓政變時，他發動當地警察從武裝份子手中奪回政府建築物；退役後被委任為菲律賓國家調查局總監，由於該局規定調查人員必須是會計師或律師，令局內出現大量空缺；他在任內遊說政府增加對局方的開支，增加員工薪酬，吸引更多人加入調查局。

## 市長
1992年至1995年，他擊敗六名對手，成為馬尼拉市長，任內聲稱加強執法，滅少罪行，推動一些措施，改善馬尼拉的形象。1995年至1998年，他第二度連任。
2007年他第三度當選為馬尼拉市長，7月他以反毒品、滅罪案的名義，清剿當地有「小越南」之稱的罪案黑點；但2008年，其44歲兒子Nanny Lim 卻因販毒而被捕。
2010年，他第四度當選市長，同年8月23日的馬尼拉人質事件中，一團香港旅行團在當地被一名要求復職的前警員門多薩脅持，當警察正在營救人質期間，林雯洛下令拘捕槍手的弟弟，導致槍手情緒激動，射殺8名人質，事件震驚亞洲多國，處理手法備受爭議。
2013年5月14日，在市長選舉中敗給前總統约瑟夫·埃斯特拉达，連任失敗。
2020年8月8日，他於馬尼拉一家醫院去世，享年90歲，去世前他確診2019冠狀病毒病。

## 外部連結
- 林雯洛的資產負債申報 （页面存档备份，存于）
- 馬尼拉市長室官方網站
- 林雯洛官方網站 （页面存档备份，存于）
- 官方网站
- 林雯洛的Facebook專頁
- 林雯洛的X（前Twitter）
- Alfredo Lim's Assets and Liabilities （页面存档备份，存于）
- 馬尼拉官方網站
- Alfredo S. Lim - WikiPilipinas （页面存档备份，存于）

| 官衔                     | 官衔                                   | 官衔                     |
| ------------------------ | -------------------------------------- | ------------------------ |
| 前任： Mel Lopez         | 馬尼拉市長 1992-1998                   | 繼任： Lito Atienza      |
| 前任： Lito Atienza      | 馬尼拉市長 （二次） 2007-2013          | 繼任： 约瑟夫·埃斯特拉达 |
| 前任： Antonio M. Carpio | 菲律賓國家調查局局長 1989 – 1992       | 繼任： Epimaco Velasco   |
| 前任： Ronaldo Puno      | 菲律賓內政及地方事務部秘書 2000 – 2001 | 繼任： Jose Lina, Jr.    |